# علاقات تونس والاتحاد الأوروبي
العلاقات بين تونس والاتحاد الأوروبي تستند على سياسة الجوار الأوروبية، والشراكة الأورومتوسطية وأيضا على اتفاقية الشراكة بينهم.

## التاريخ
تعتبر العلاقات التونسية مع الاتحاد الأوروبي قديمة وقوية، حيث كان أول اتفاق تجاري بين تونس والسوق الأوروبية المشتركة (الاتحاد سابقا) في 1969، تبعها اتفاقية تعاون في 1976. في 1979، فتحت المفوضية الأوروبية مكتب بعثتها في تونس، الذي أصبح بعثة الاتحاد الأوروبي في 1 ديسمبر 2009.

في 1995، أصبحت تونس أول بلد من جنوب المتوسط التي توقع اتفاقية شراكة مع الاتحاد الأوروبي، التي احتوت على هدف هام وهو القيام بمنطقة تجارة حرة بين الجهتين. لا يزال هذا الاتفاق الأساس القانوني للتعاون الثنائي بينهم. وأخيرا، خطة عمل الجوار، وضعت في 2005، أنشأت الأهداف الاستراتيجية لهذا التعاون، تم تجديده في 2013 لمدة خمس سنوات..

في إطار التعاون التقني والمالي، تم توقيع عدة بروتوكولات منذ 1980، تبعه برنامج ميدا في السنوات 1990 حتى 2006. منذ 2007، التعاون بين الاتحاد وتونس تم تمويله في إطار الآلية الأوروبية للجوار والشراكة.

بعد الثورة التونسية في 2011، قرر الاتحاد الأوروبي رفع دعمه المالي لتونس، وتوسيع مجالات التعاون لتشمل المجتمع المدني والإعلام، وكذلك ترسيخ سيادة القانون والعملية الانتخابية، والتنمية الإقليمية والمحلية، والإصلاح الاجتماعي.

مستوى الشراكة المميزة بين الاتحاد الأوروبي وتونس تم توقيعه في 19 نوفمبر 2012، وهدفه الأساسي هو تطوير العلاقات الاقتصادية والتجارية بهدف تنصيب اتفاقية تجارة حرة شاملة ومعمقة التي بدأ النقاش حولها في 2015.

## أرقام
الاتحاد الأوروبي هو الشريك الأول لتونس في مجال التجارة، حيث أعطت المؤشرات في 2012 أن 71.3% من صادرات تونس هي نحو الاتحاد الأوروبي، الذي بدوره يستقبل 62.4% من وارداتها. الاتحاد الأوروبي هو كذلك أكبر مستثمر خارجي في تونس من حيث الشركات الموجودة فيها ب90%. من جهتها تونس تحت المركز 32 في أفضل شركاء الاتحاد تجاريا.

ترجع العلاقات التجارية بين الاتحاد الأوروبي وتونس إلى 1976. منذ 2008، أصبحت المنتجات الصناعية الأوروبية الداخلة إلى تونس معفاة تماما من الرسوم الجمركية، وهو تاريخ الانتهاء من تفكيك الرسوم الجمركية على المنتجات الصناعية الذي بدأ في 1995 عملا باتفاقية الشراكة بين الجهتين، وبهذا أصبحت تونس أول بلد من جنوب المتوسط التي توقع اتفاقية تجارة حرة.

مستوى الشراكة المميزة بين الاتحاد الأوروبي وتونس تم توقيعه في 19 نوفمبر 2012، وهدفه الأساسي هو تطوير العلاقات الاقتصادية والتجارية بهدف تنصيب اتفاق التبادل الحر الشامل والمعمق.

بين فترة 2014 و2020، خصص الاتحاد الأوروبي ضرف ب15.4 مليار يورو لمساعدة تونس في البرامج المتفق عليها.

## التسلسل الزمني للعلاقات الثنائية
| التاريخ       | القرارات |
| ------------- | --- |
| مارس 1969     | توقيع أول اتفاقية تجارة بين الاتحاد الأوروبي وتونس. |
| 25 أبريل 1976 | توقيع أول اتفاقية تعاون الاتحاد الأوروبي تونس |
| 27 أبريل 1979 | افتتاح بعثة المفوضية الأوروبية في تونس |
| 1980          | أول بروتوكول مالي بمبلغ 95 مليون إكو (أي 100 مليون دينار تونسي): 15 مليون إكو في شكل هبات، 39 إكو في شكل قروض خاصة، 41 مليون إكو في شكل قروض من عند البنك الأوروبي للاستثمار. |
| 1992          | رابع وآخر بروتوكول مالي وقع القيام به في إطار السياسة المتوسطية المتجددة. |
| 1995          | توقيع اتفاقية الشراكة بين تونس والاتحاد الأوروبي. |
| 1998          | بدء نفاذ اتفاقية الشراكة. |
| 2006          | اعتماد خطة عمل الجوار بين الاتحاد الأوروبي وتونس. |
| 2008          | بدء سريان منطقة التجارة الحرة بين الاتحاد الأوروبي وتونس بالنسبة للمنتجات الصناعية.                                                                                           |
| 2012          | رفع مستوى الشراكة إلى شراكة متميزة. |

## مقالات ذات صلة
- اتفاقية الشراكة بين تونس والاتحاد الأوروبي
- علاقات تونس الخارجية
- السياسة الخارجية والأمنية المشتركة للاتحاد الأوروبي

## روابط خارجية
- الموقع الرسمي لبعثة الاتحاد الأوروبي للجمهورية التونسية.
- علاقات الاتحاد الأوروبي مع تونس على موقع هيئة العمل الخارجي الأوروبي.